# 利柏提 (愛達荷州)
利柏提（英語：Liberty）是位於美國愛達荷州貝爾萊克縣的一個非建制地區。該地的面積和人口皆未知。

## 地理
利柏提的座標為42°23′28″N 111°19′15″W / 42.39111°N 111.32083°W，而該地的平均海拔高度為1825米（即5987英尺）。